# Discontinuïtat de Repetti
La discontinuïtat de Repetti és una zona de transició (discontinuïtat sísmica) del mantell terrestre situada a 900 km de la superfície de la Terra. La transició separa el mantell inferior (mesosfera) i el mantell superior (astenosfera)
Les discontinuïtats tenen una gran importància en la geodinàmica, la geoquímica i la física dels minerals. El mantell inferior està constituït en conjunts de perovskita de silicat de (Mg, Fe) SiO 3 i magnesiowustita de (Mg, Fe) O. Hi ha hipòtesis per a l'explicació de les discontinuïtats, on les dades sísmiques poden ser indicadors de les característiques i els processos que encara no s'entenen del tot.

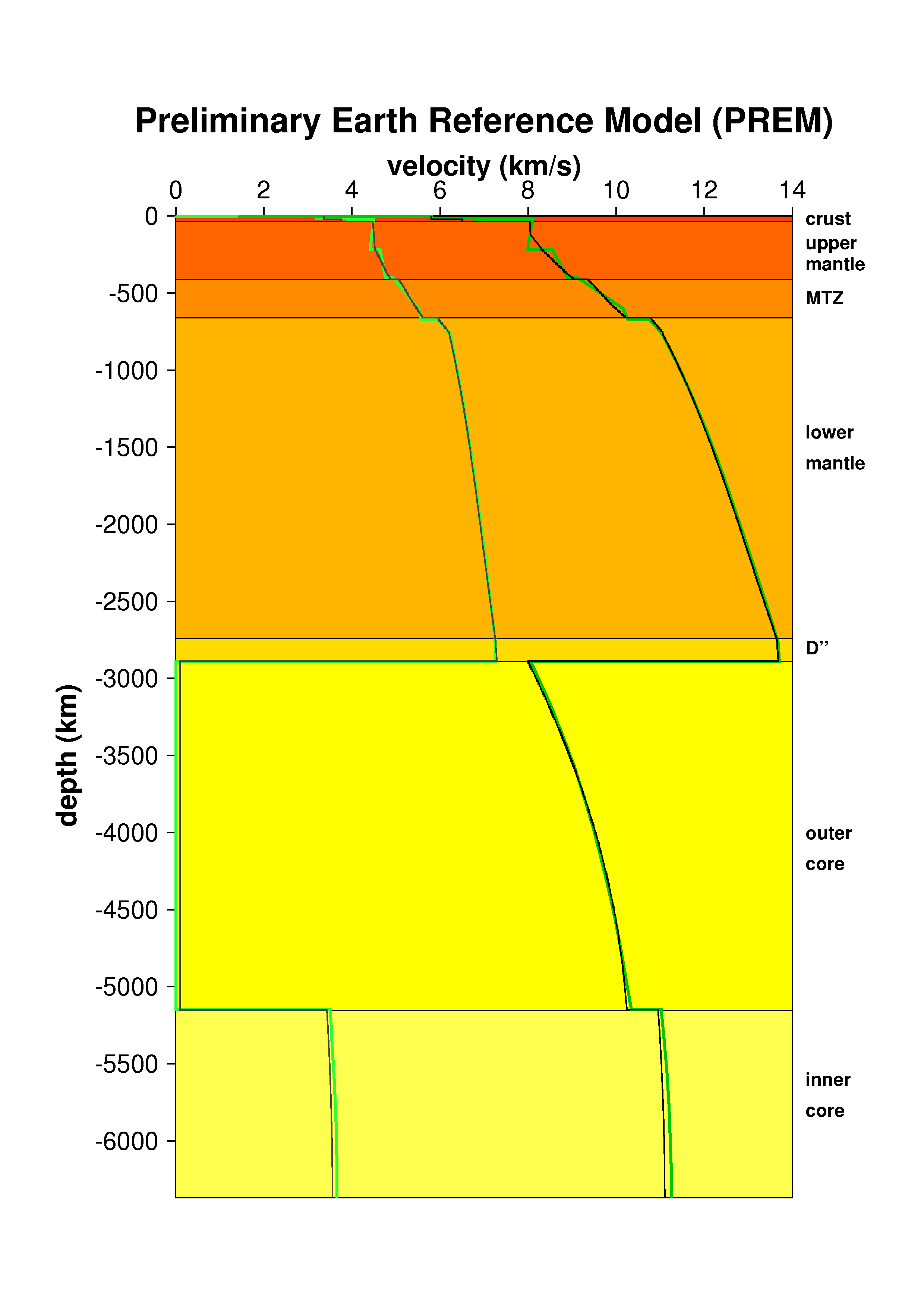
El model preliminar de referència de la Terra (PREM) (A. M. Dziewonski i D. L. Anderson, 1981) que dona velocitats de les ones S i P (línies de color verd clar i fosc) a l'interior de la terra en comparació amb el model més jove IASP91 (línies primes grises i negres)

## Història
William C. Repetti (1930) va observar un canvi de la velocitat de les ones sísmiques P (transmissió i propagació) i va atribuir aquest canvi a l'existència d'una discontinuïtat prop dels 970 km de profunditat. L'estudi inicial fou la seva tesi doctoral completada a la Universitat de St. Louis el 1930. Per conciliar les seves dades amb els models de velocitat del mantell superior disponibles actualment, aquesta discontinuïtat s'ha de situar entre 800 i 900 km de profunditat.
Francis Birch (1952) va afirmar que la discontinuïtat de Repetti (a prop de 900 km de profunditat) representava un límit geodinàmic important i el relacionava amb la capa de transferències químiques entre els mantells superior i inferior. Birch la considerava com una regió de transició (entre 400 i 1000 km). Treballs més recents han confirmat la importància d’aquesta regió com una possible barrera entre els mantells.
Estudis sismològics amb dades de període curt indiquen que l'àrea de transició té un gruix relativament petit (≈ 10 km). La causa de la discontinuïtat de Repetti encara no està clara i la seva aparició només ha estat provada per relativament poques observacions. Aquests estudis estaven relacionats principalment amb zones de subducció i van mostrar una discontinuïtat sísmica a profunditats molt variables (entre 900 i 1080 km). Només recentment s'ha trobat aquesta discontinuïtat fora d'una regió de subducció. Per tant, se sospita que això podria ser una discontinuïtat global. Després de la profunditat mitjana de la seva aparició, de vegades es fa referència a la literatura com la discontinuïtat de 920 km. No obstant això, altres estudis no han proporcionat cap evidència d'una discontinuïtat global en aquest rang de profunditat, que per tant és controvertit.